# Lista rezervațiilor naturale din județul Brașov

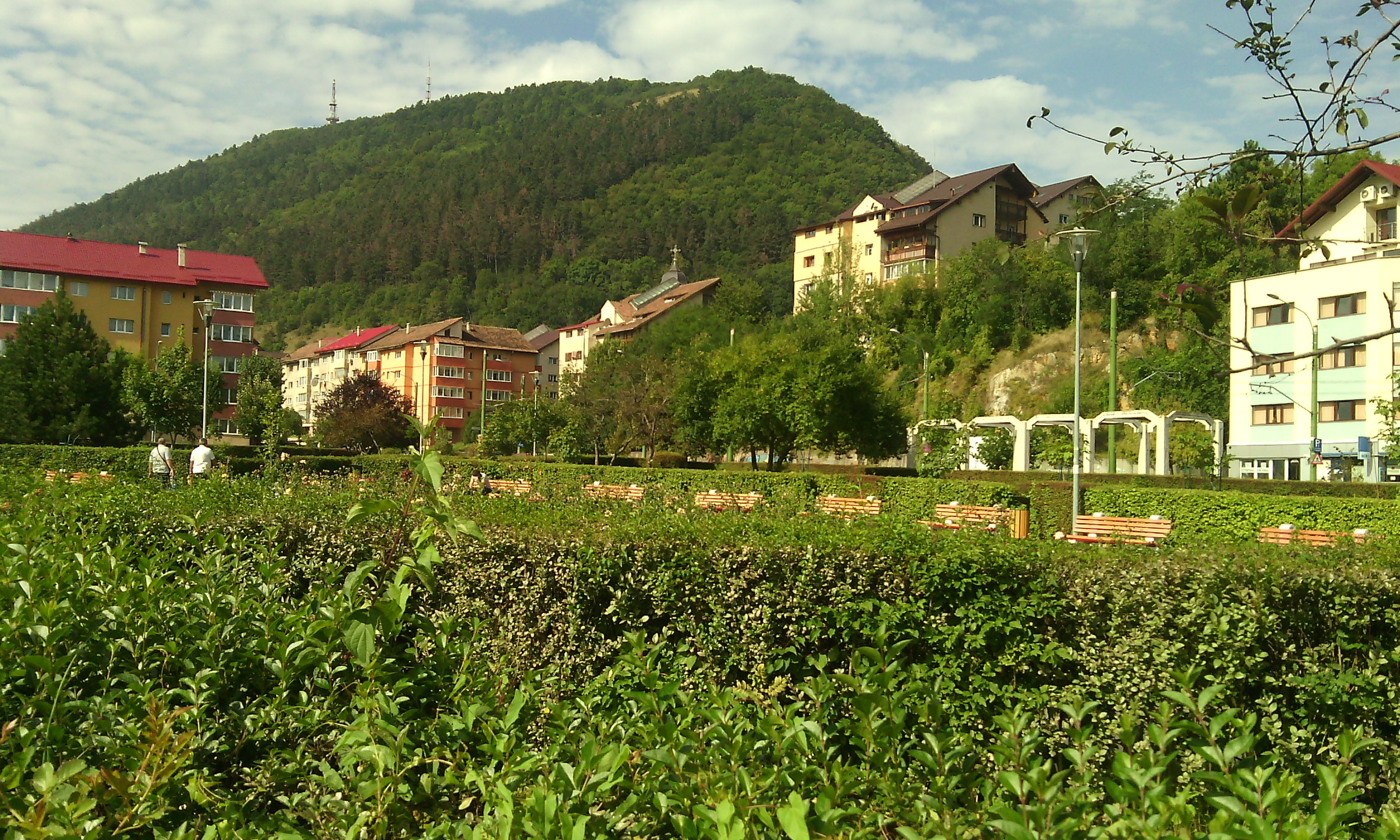
Rezervaţia naturală Tâmpa

Lista rezervațiilor naturale din județul Brașov cuprinde ariile protejate de interes național (rezervații naturale), aflate pe teritoriul administrativ al județului Brașov, declarate prin Legea Nr. 5 din 6 martie 2000 (privind aprobarea Planului de amenajare a teritoriului național - Secțiunea a III-a - arii protejate), Hotărârea de Guvern Nr.2151 din 30 noiembrie 2004 (privind instituirea regimului de arie naturală protejată pentru noi zone) și Hotărârea de Guvern Nr.1581 din 8 decembrie 2005.

## Lista ariilor protejate
Arie naturală protejată încadrată în categoria a III-a IUCN - monument al naturii
     Arie naturală protejată încadrată în categoria a IV-a IUCN - rezervație naturală
| Denumirea ariei protejate                   | Cod       | Localizare            | Categorie IUCN | Tip                       | Suprafață (ha) | Observații (foto)                                                           |
| ------------------------------------------- | --------- | --------------------- | -------------- | ------------------------- | -------------- | --------------------------------------------------------------------------- |
| Bucegi (Abruptul Bucșoiu, Mălăești, Gaura)  | RONPA0251 | Bran Râșnov Moieciu   | IV             | mixt                      | 113            | Creasta Bucşoiu                                                             |
| Bălțile piscicole Rotbav                    | VI.11     | Rotbav                | IV             | avifaunistic              | 42             |                                                                             |
| Cheile Zărneștilor                          | RONPA0254 | Moieciu               | III            | geologic                  | 109,80         | Imagine din chei                                                            |
| Cheile Dopca                                | RONPA0260 | Apața Hoghiz Racoș    | III            | geologic și geomorfologic | 4              |                                                                             |
| Coloanele de bazalt de la Piatra Cioplită   | RONPA0257 | Comăna                | III            | geologic                  | 1              |                                                                             |
| Coloanele de bazalt de la Racoș             | RONPA0256 | Racoș                 | III            | geologic                  | 1,10           | Imagine a coloanelor de bazalt                                              |
| Complexul Geologic Racoșul de Jos           | RONPA0934 | Racoș                 | IV             | geologic                  | 95             |                                                                             |
| Complexul piscicol Dumbrăvița               | RORMS0003 | Dumbrăvița            | IV             | avifaunistic              | 414            |                                                                             |
| Cotul Turzunului                            | RONPA0271 | Hoghiz                | IV             | botanic și ornitologic    | 0,20           |                                                                             |
| Dealul Cetății Lempeș                       | RONPA0268 | Sânpetru              | IV             | botanic                   | 275,40         | Imagine din rezervaţie                                                      |
| Locul fosilifer Carhaga                     | RONPA0262 | Racoș                 | III            | paleontologic             | 1,60           |                                                                             |
| Locul fosilifer Ormeniș                     | RONPA0261 | Ormeniș               | III            | paleontologic             | 2,80           |                                                                             |
| Locul fosilifer Purcăreni                   | RONPA0263 | Purcăreni             | III            | paleontologic             | 0,20           |                                                                             |
| Locul fosilifer de la Vama Strunga          | RONPA0252 | Moieciu               | III            | paleontologic             | 10             |                                                                             |
| Microcanionul în bazalt de la Hoghiz        | RONPA0259 | Hoghiz                | III            | geologic                  | 2              |                                                                             |
| Mlaștina Hărman                             | RONPA0269 | Hărman                | IV             | botanic                   | 2              | Imagine din rezervaţia naturală Mlaştina Hărman                             |
| Muntele Tâmpa                               | RONPA0272 | Brașov                | IV             | mixt                      | 150            | Tâmpa                                                                       |
| Munții Postăvarul                           | RONPA0270 | Brașov Predeal Râșnov | IV             | mixt                      | 1.025,50       | Postăvarul                                                                  |
| Pădurea Bogății                             | RONPA0274 | Apața Hoghiz Măieruș  | IV             | mixt                      | 6.329          | Imagine din rezervaţia naturală Pădurea Bogăţii                             |
| Pădurea și mlaștinile eutrofe de la Prejmer | RONPA0275 | Prejmer               | IV             | botanic                   | 258            | Imagine din rezervaţia naturală Pădurea și mlaștinile eutrofe de la Prejmer |
| Piatra Craiului                             | RONPA0253 | Zărnești              | IV             | mixt                      | 1.459          |                                                                             |
| Poienile cu narcise din Dumbrava Vadului    | RONPA0267 | Vad                   | IV             | botanic                   | 394,90         |                                                                             |
| Peștera Comăna                              | RONPA0863 | Comăna                | IV             | speologic                 | 41,56          | Peştera Comăna                                                              |
| Peștera Liliecilor (Rucăr-Bran)             | RONPA0266 | Peștera Moieciu       | III            | speologic                 | 4,78           |                                                                             |
| Peștera Bârlogul Ursului                    | RONPA0264 | Apața                 | III            | speologic                 | 1              |                                                                             |
| Peștera Valea Cetății                       | RONPA0265 | Râșnov                | III            | speologic                 | 1              | Peştera Valea Cetăţii                                                       |
| Rezervația Holbav                           | RONPA0862 | Holbav                | IV             | geologic și paleontologic | 4,10           |                                                                             |
| Stânca bazaltică de la Rupea                | RONPA0255 | Rupea                 | III            | geologic                  | 9              |                                                                             |
| Stejerișul Mare (Colții Corbului Mare)      | RONPA0273 | Brașov                | IV             | botanic                   | 16,30          |                                                                             |
| Vulcanii Noroioși de la Băile Homorod       | RONPA0258 | Homorod               | III            | geologic                  | 0,10           |                                                                             |